# Hors d'œuvre
Hors d'œuvre (fransk: forret, egtl. uden for værket) er i fransk køkken en fællesbetegnelse for små, lette og oftest kolde retter, der serveres umiddelbart før hovedretten for at vække appetiten. På engelsk hedder de appetizers og starters.
Hors d'œuvre kan serveres, mens gæsterne står og venter, eller ved bordet. De kan være canapéer, små stykker smørrebrød, grøntsagsstykker med dip, ost, kiks og druer.
Det tilsvarende italienske begreb er antipasto, der også er kolde småretter.